# Pericompsus
Pericompsus is een geslacht van kevers uit de familie van de loopkevers (Carabidae). De wetenschappelijke naam van het geslacht is voor het eerst geldig gepubliceerd in 1852 door LeConte.

## Soorten
Het geslacht Pericompsus omvat de volgende soorten:
- Pericompsus aeon Erwin, 1974
- Pericompsus alcimus Erwin, 1974
- Pericompsus amygdali Erwin, 1974
- Pericompsus anassa Erwin, 1974
- Pericompsus andinus (Jensen-Haarup, 1910)
- Pericompsus australis (Schaum, 1863)
- Pericompsus bilbo Erwin, 1974
- Pericompsus bogani (Darlington, 1963)
- Pericompsus brasiliensis (Sahlberg, 1844)
- Pericompsus callicalymma Erwin, 1974
- Pericompsus carinatus Erwin, 1974
- Pericompsus centroplagiatus (Putzeys, 1846)
- Pericompsus circuliformis (Solier, 1849)
- Pericompsus clitellaris (Erichson, 1847)
- Pericompsus commotes Erwin, 1974
- Pericompsus concinnus (Laferte, 1841)
- Pericompsus crossarchon Erwin, 1974
- Pericompsus crossodmos Erwin, 1974
- Pericompsus crossotus Erwin, 1974
- Pericompsus diabalius Erwin, 1974
- Pericompsus dynastes Erwin, 1974
- Pericompsus elegantulus (Laferte, 1841)
- Pericompsus ephippiatus (Say, 1834)
- Pericompsus eubothrus Erwin, 1974
- Pericompsus gongylus Erwin, 1974
- Pericompsus gracilior (Bates, 1884)
- Pericompsus grossepunctatus Bates, 1871
- Pericompsus habitans (Sloane, 1896)
- Pericompsus hirsutus Schaum, 1863
- Pericompsus histrionellus Bates, 1884
- Pericompsus immaculatus Bates, 1871
- Pericompsus incisus Bates, 1871
- Pericompsus jamcubanus Erwin, 1974
- Pericompsus jeppeseni (Jensen-Haarup, 1910)
- Pericompsus juncundus Schaum, 1859
- Pericompsus laetulus LeConte, 1851
- Pericompsus leechi Erwin, 1974
- Pericompsus leucocarenus Erwin, 1974
- Pericompsus longulus Bates, 1878
- Pericompsus metallicus Bates, 1871
- Pericompsus micropegasus Erwin, 1974
- Pericompsus morantensis Erwin, 1974
- Pericompsus nevermanni (Darlington, 1934)
- Pericompsus nonandinus Erwin, 1974
- Pericompsus olliffi (Sloane, 1896)
- Pericompsus pauli Erwin, 1974
- Pericompsus pegasus Erwin, 1974
- Pericompsus philipi Erwin, 1974
- Pericompsus picticornis Bates, 1871
- Pericompsus polychaetus Erwin, 1974
- Pericompsus prionomus Erwin, 1974
- Pericompsus pubifrons (Darlington, 1963)
- Pericompsus punctipennis (Macleay, 1871)
- Pericompsus reichei (Putzeys, 1846)
- Pericompsus reticulatus Erwin, 1974
- Pericompsus rorschachinus Erwin, 1974
- Pericompsus sagma Erwin, 1974
- Pericompsus sellatus LeConte, 1851
- Pericompsus semistriatus (Blackburn, 1888)
- Pericompsus seticollis (Sloane, 1896)
- Pericompsus silicis Erwin, 1974
- Pericompsus stenocitharus Erwin, 1974
- Pericompsus subincisus Erwin, 1974
- Pericompsus tetraphalarus Erwin, 1974
- Pericompsus tlaloc Erwin, 1974
- Pericompsus tolype Erwin, 1974
- Pericompsus univittatus (Jensen-Harrup, 1910)
- Pericompsus yarrensis (Blackburn, 1892)